# Szajat-Nova
Szajat-Nova (örmény nyelven: Սայաթ-Նովա) (születési neve: Arutyin Harutjun) (Tbiliszi, 1712. június 14. – Haghpat, 1795. szeptember 22.) örmény trubadúr (aşık), zeneszerző, költő, énekes és az örmény apostoli ortodox egyház szerzetese.

## Élete
Gyermekkorát Tbiliszi közelében töltötte egy kis faluban. Már ifjú korában felfigyeltek szép énekhangjára. Családjával Tbiliszibe költözött és valószínűleg takácsmesternél lett tanonc, mert néhány dalszövege erre a mesterségre utalt.
Népdalok mellett saját megzenésített lírai költeményeit énekelte kamándzsa kísérettel. Az örményen kívül grúz, perzsa és azeri nyelven is írt dalokat. Tbiliszi kozmopolita közösségében rendkívül népszerű lett, és a dalok királyának (Szajat-Nova) nevezték. A híres trubadúrt II. Erekle grúz király kinevezte udvari költőjének és zenészének. 1759-ben kegyvesztett lett, száműzték a királyi udvarból. A népemlékezet szerint azért, mert beleszeretett a király húgába, Anna hercegnőbe.
Felesége halála után Szajat-Nova az örmény apostoli ortodox egyház szerzetese lett Haghpat kolostorában, a grúz határ közelében. Perzsa katonák gyilkolták meg 1795-ben.
Körülbelül 200 dalt biztosan neki tulajdonítanak, de valószínűleg több ezret is írt.

## Emlékezete
1969-ben Szergej Ioszifovics Paradzsanov A gránátalma színe című filmjében Szajat-Nova lírai költeményei és dalai hangzanak el.
Jerevánban utcát és zeneiskolát neveztek el róla.

## Magyarul
Néhány verse az alábbi gyűjteményekben olvasható: 
- Rab Zsuzsa: Ivótülök. 100 grúz vers; Európa, Bp., 1974
- Örmény antológia; szerk., ford. Zsigmond Benedek; TSZI, Bp., 2006 (Libri Benedicti poetici)